# Liberian Suite
Albums de Duke Ellington
Black, Brown & Beige
(1944-46) The Carnegie Hall Concerts: December 1947
(1950)
Liberian Suite est un album du pianiste, compositeur et leader de big band américain Duke Ellington édité en 1948 par Columbia Records. Cette suite, commandée pour les cent ans du Liberia, est une des premières compositions ambitieuses d'Ellington.

## Liste des pistes
Toute la musique est composée par Duke Ellington.
| No | Titre              | Durée |
| -- | ------------------ | ----- |
| 1. | I Like the Sunrise | 4:28  |
| 2. | Dance no 1         | 4:50  |
| 3. | Dance no 2         | 3:26  |
| 4. | Dance no 3         | 3:45  |
| 5. | Dance no 4         | 3:04  |
| 6. | Dance no 5         | 5:08  |

## Personnel
- Duke Ellington : piano
- Shorty Baker, Shelton Hemphill, Al Killian, Francis Williams : trompette
- Ray Nance : trompette, violon
- Lawrence Brown, Tyree Glenn, Claude Jones : trombone
- Jimmy Hamilton : clarinette, saxophone ténor
- Russell Procope : saxophone alto, clarinette
- Johnny Hodges : saxophone alto
- Al Sears : saxophone ténor
- Harry Carney : saxophone baryton
- Fred Guy : guitare
- Oscar Pettiford, Junior Raglin : contrebasse
- Sonny Greer : batterie
- Al Hibbler : chant (sur I Like the Sunrise)